# José Luis Aguirre Martos
José Luis Aguirre Martos (Madrid, 30 de juny de 1893 - Madrid, 12 de gener de 1969) va ser un empresari i polític espanyol. Va ser regidor de l'Ajuntament de Madrid i procurador en Corts durant la dictadura franquista.

## Biografia
Nascut el 30 de juny de 1893 a Madrid.
Va ser regidor de l'Ajuntament de Madrid durant la dictadura franquista, arribant a exercir una tinença d'alcaldia.
President del Consell d'Administració de la Societat Miner-Metal·lúrgica de Ponferrada, va ser procurador a les Corts franquistes des de 1946. També va ser membre del consell d'administració de RENFE i del consell d'administració del Banc Rural. Va causar baixa com a procurador el 1967.
Va morir a Madrid el 12 de gener de 1969. Va ser enterrat al cementiri de San Isidro.
És l'avi patern d'Esperanza Aguirre.

## Condecoracions
- Medalla d'Or al Mèrit en el Treball (1954)[7]
- Gran Creu de l'Ordre d'Isabel la Catòlica (1961)[8]
- Gran Creu de l'Ordre del Mèrit Civil (1967)[9]